# شبکه العربی
العربی یک شبکه تلویزیونی است که برنامه های سیاسی، اجتماعی، فرهنگی، سرگرمی و خبری پخش می‌کند. مرکز اصلی این شبکه درشهر لوسیل قطر است و در بسیاری از پایتخت‌های جهان دفتر دارد. از جمله شهر تهران که دفتر آن توسط حازم کلاس اداره می شود.

## برنامه های شبکه العربی
- جو شو

برنامه "جوشو" ابتدا با عنوان "Go Tube" در یوتیوب آغاز شد. یک برنامهٔ سیاسی طنزی بود که توسط کمدین جوان مصری یوسف حسین ارائه می شد. سپس این برنامه به پخش رسمی از تلویزیون العربی تحت عنوان "جو شو" منتقل شد. این برنامه به شرایط سیاسی و اجتماعی در جهان عرب، به ویژه مصر می پردازد و آنچه را که مجری آن را تناقض در رسانه های رسمی عرب می‌نامد، برجسته می کند.
- طرب مع مروان خوری (شادی با مروان خوری، خواننده‌ٔ لبنانی)
- ریمیکس حمزه نمره.

در این برنامه ، هنرمند مصری حمزه نامیرا معروفترین آوازهای سنتی را از کشورهای مختلف عربی دوباره اجرا می کند که آهنگ‌های سنتی را با موسیقی مدرن غربی درهم می‌آمیزد. 
- عصیر الکتب (شیره‌ی کتاب‌ها)
- العربی الیوم (العربی امروز)
- سرقت زنوبیا
- قنصلیة الموت (کنسولگری مرگ)
- تسعة أیام فی القاهرة (نه روز در قاهره)
- مرکب رشید (قایق رشید)

## جوایز
شبکهٔ تلویزیونی عربی در مراسمی که در مراکش، برگزار شد، جایزه "بهترین کانال عربی در سال ۲۰۱۸" را از "جوایز جهانی عرب" از آن خود کرد. این جایزه بر اساس استانداردهای تعهد به حرفه‌ای بودن ، قدرت و کیفیت محتوا، روش ارائه و ارتقا در معیارهای داوری خاص خود است، و یک بررسی جامع از همهٔ کانال های عربی توسط مجموعه‌ای از متخصصان انجام می شود. 

## فرکانس های شبکه
این شبکه در فرکانس11636V نایلست و در فرکانس 11142V سهیل‌ست پخش می‌شود.
1. ↑  «حوزه/ اولین نشست مجازی «کرونا و جهان اسلام» شب گذشته با حضور حازم کلاس مدیر دفتر شبکه العربی در تهران برگزار شد». خبرگزاری حوزه. ۲۰۲۰.
2. ↑  «جو شو». التلفيزيون العربي. ۲۰۲۰.
3. ↑  ريميكس بایگانی‌شده  در ۲۰۱۸-۱۰-۰۷ توسط Wayback Machine
4. ↑  "التلفزيون العربي" يفوز بجائزة أفضل قناة عربية لعام 2018 | ميديا | عرب 48 بایگانی‌شده  در ۲۰۱۸-۱۱-۲۹ توسط Wayback Machine